# Salticus turkmenicus
Salticus turkmenicus là một loài nhện trong họ Salticidae.
Loài này thuộc chi Salticus. Salticus turkmenicus được Dmitri Viktorovich Logunov & Rakov miêu tả năm 1998.